# St. Peter und Paul (Großkamsdorf)

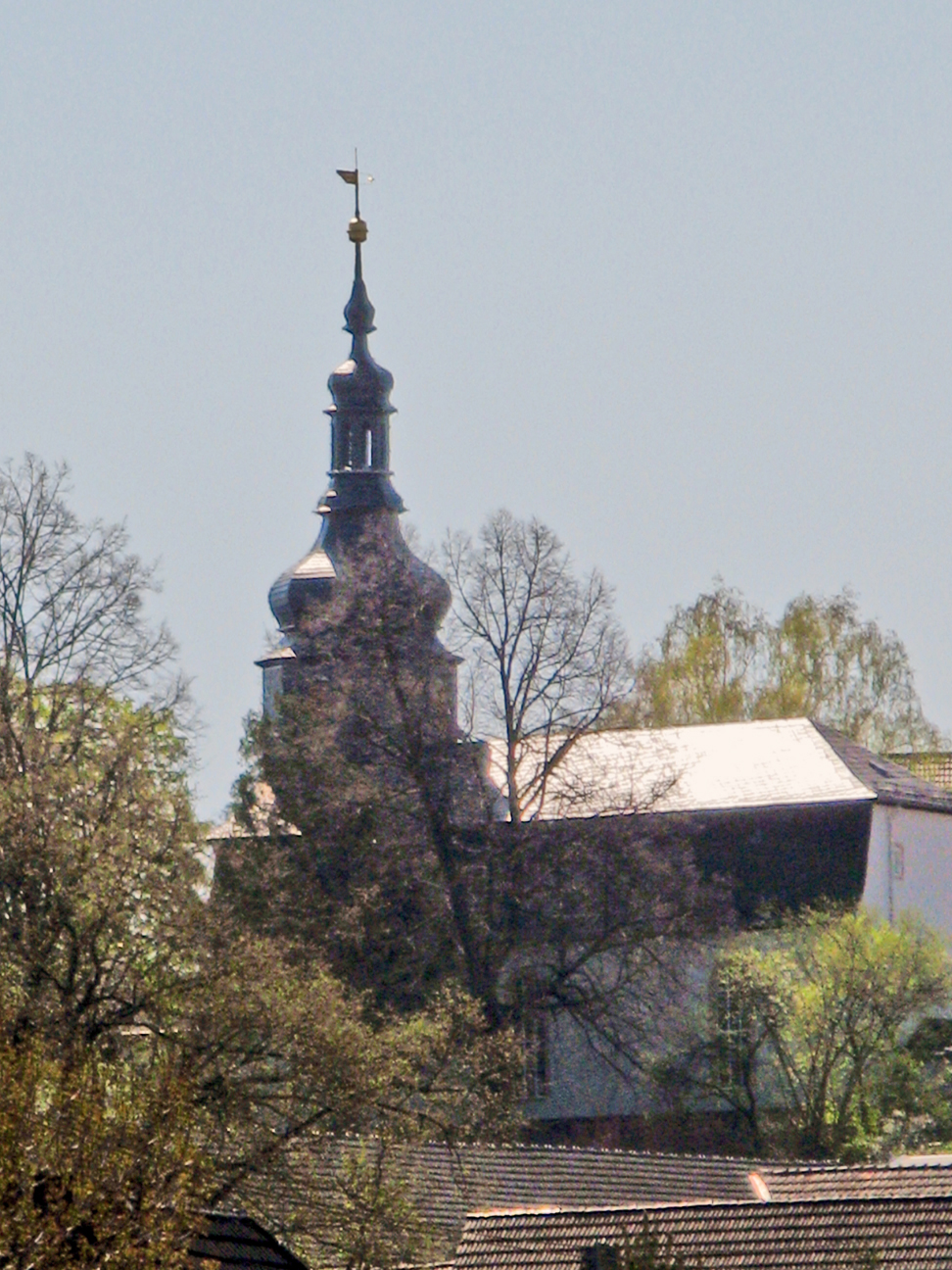
Die Kirche

Die evangelische Dorfkirche St. Peter und Paul steht im Ortsteil Großkamsdorf in Kamsdorf (Gemeinde Unterwellenborn) im Landkreis Saalfeld-Rudolstadt in Thüringen.

## Geschichte
Schon 1525 stand auf dem Grund und Boden der heutigen Kirche ein Gotteshaus. Es steht fest, dass 1640 die Dörfer Großkamsdorf und Kleinkamsdorf je eine eigene Kirche hatten, die während des Dreißigjährigen Krieges geplündert und zerstört worden sind.
Die jetzige Kirche wurde im Jahre 1789 auf einer mittelalterlichen Anlage erbaut.
Die Ausstattung der rechteckigen Anlage ist aus dem Anfang des 19. Jahrhunderts. Es sind ein Kanzelaltar und ein Taufengel im Bauernbarock vorhanden. Über dem Altar befindet sich die Kanzel. An beiden Seiten stehen zwei spätgotische Schnitzfiguren. Petrus und Paulus aus dem 14. Jahrhundert.
Die Orgel ist vom Orgelbauer Ladegast aus Weißenfels aus dem Jahre 1866. Sie hat zwei Manuale, ein Pedal und ca. 1600 Pfeifen.
Im Kirchturm hängen zwei Bronzeglocken. Sie wurden 1794 in Rudolstadt und 1997 in der Karlsruher Glockengießerei Metz gegossen.
1974 wurde die Kirche renoviert und 2004 die Fassade.